# Karol Šárka
Karol Šárka (Pozsony, 1927. szeptember 7. – 2016. november 21.) csehszlovák nemzetközi labdarúgó-játékvezető.

## Pályafutása
A Csehszlovák labdarúgó-szövetség Játékvezető Bizottsága (JB) terjesztette fel nemzetközi játékvezetőnek, a Nemzetközi Labdarúgó-szövetség (FIFA) 1971-től tartotta nyilván bírói keretében. Több nemzetek közötti válogatott és klubmérkőzést vezetett, vagy működő társának partbíróként segített. Az aktív nemzetközi játékvezetéstől 1973-ban búcsúzott. Válogatott mérkőzéseinek száma: 1.

## Statisztika

### Nemzetközi válogatott mérkőzése
| #  | Dátum           | Helyszín                                | Hazai | Eredmény | Vendég       | Kiírás     | Gólok | Esemény |
| -- | --------------- | --------------------------------------- | ----- | -------- | ------------ | ---------- | ----- | ------- |
| 1. | 1973. május 16. | Karl-Marx-Stadt, Ernst Thälmann Stadion | NDK   | 2 – 1    | Magyarország | barátságos | -     |         |
|    | Összesen        |                                         |       | 1        | mérkőzés     |            |       |         |